# 필르마이징
필름 룩(film look) 또는 필르마이징(filmizing)은 비디오의 전반적인 외관을 영화 필름으로 촬영한 것처럼 보이도록 변경하는 과정이다. 이 과정은 일반적으로 전자적으로 이루어지지만, 텔레레코딩과 같은 일부 광학 기술의 의도치 않은 부산물로 필르마이징이 발생할 수도 있다. 이 과정은 텔레레코딩된 비디오에 비디오 룩을 복원하는 데 사용되는 VidFIRE와 반대되는 결과를 낸다.

## 비디오와 필름의 차이점
- 프레임 레이트: 필름은 초당 24 프레임, 구형 SD 비디오는 초당 25 또는 30프레임. 최신 비디오 카메라도 24프레임 이상으로 촬영한다.
- 셔터 각도: 필름은 짧은 (90° ~ 210°) 셔터 각도를 사용하고, 구형 비디오는 종종 ~350°를 사용한다. 최신 비디오 카메라는 조절 가능한 전자식 셔터 또는 아리 비디오 카메라의 경우 기계식 셔터를 가지고 있다.
- 동적 범위: 필름 및 비디오 시스템은 캡처할 수 있는 휘도 동적 범위에 광범위하게 다른 한계를 가지고 있다. 최신 비디오 카메라는 필름의 동적 범위에 훨씬 더 가깝고, 그 사용법은 감독들에게 더 잘 이해되고 있다.
- 시야 및 피사계 심도: 피사계 심도는 이미지 평면의 크기와 접선적으로 관련되어 있지만, 이미지 평면이 피사계 심도와 직접적으로 관련되어 있다는 것은 일반적인 오해이다. 더 작은 이미지 평면 (필름 또는 센서)은 유사한 시야를 얻기 위해 비례적으로 더 작은 렌즈를 필요로 한다. 이는 12도 수평 시야를 가진 프레임이 16mm 필름에서는 50mm 렌즈, 35mm 필름에서는 100mm 렌즈, 65mm 필름에서는 250mm 렌즈를 필요로 한다는 것을 의미한다. 그리고 250mm 렌즈는 50mm 렌즈보다 훨씬 얕은 피사계 심도를 제공한다. 따라서 작은 센서를 가진 대부분의 소비자용 비디오 카메라의 표준 렌즈는 35mm 필름보다 훨씬 큰 피사계 심도를 제공한다. 레드 원(Red One)이나 파나비전 제네시스(Panavision Genesis)와 같은 디지털 시네마 카메라, 그리고 캐논 EOS 5D Mark II와 같은 비디오 기능이 있는 일부 디지털 SLR 카메라들은 35mm 필름 프레임과 거의 동일한 크기의 센서를 가지고 있어 동일한 시야 특성을 보여준다.
- 사진화학적 색조정/그레이딩: 필름에서만 가능; 비디오의 화이트 밸런스 조정은 유사한 기능을 수행한다.
- 노이즈 유형: 필름 그레인 노이즈는 일반적으로 디지털 센서 노이즈와 통계적으로나 시각적으로 다르다. 그러나 인공 노이즈를 비디오에 추가하여 필름 그레인을 시뮬레이션할 수 있다.
- 점프 및 위브: 필름에서 투사된 이미지는 스프로킷 구멍 크기의 미미한 변화로 인해 화면에 투사될 때 프레임별로 항상 올바르게 정렬되지 않는다.

### 프레임 레이트
오늘날 사용되는 대부분의 디지털 시네마토그래피 비디오 카메라는 24p 형식 (초당 24 순차 프레임)을 특징으로 한다.
구형 카메라로 촬영할 때, 50 Hz 비월 주사 방식 비디오 (대부분의 PAL 및 SÉCAM에서 사용됨)는 상대적으로 쉽게 처리하여 초당 25 순차 프레임을 만들 수 있으며, 이는 PAL/SÉCAM 텔레시네 과정도 사용하는 프레임 레이트이다. 두 개의 비디오 필드는 "블렌딩"될 수 있고, 다른 모든 필드는 디시메이트될 수 있으며, 나머지 필드는 두 배 길이로 표시될 수 있다 (이는 수직 해상도를 눈에 띄게 감소시킨다). 또는 움직임 보상 프로세스를 적용하여 두 필드에서 하나의 프레임을 얻을 수 있다. 이 기술은 때때로 필드 제거 비디오 또는 FRV라고 불린다. 일부 최신 PAL 비디오 카메라는 초당 25프레임 순차 비디오를 생성하는 기능을 제공하여, 비디오를 후처리하여 필름과 시간적 유사성을 얻어야 하는 요구 사항을 없앤다.
반면에, 60 Hz 비월 주사 방식 비디오 (NTSC 및 PAL-M에서 사용됨)를 필름과 유사한 프레임 레이트로 변환하는 것은 훨씬 더 복잡하다. PAL/SÉCAM 필르마이징과 동일하게 하면 초당 30프레임 비디오가 생성되는데, 이는 필름보다 훨씬 빠르다. 5개 필드 중 2개를 삭제할 수 있지만 (그리고 3:2 풀다운을 나머지 필드에 적용할 수 있지만), 이 과정 후의 모든 움직임은 매우 불규칙하게 보일 것이다. NTSC 비디오를 초당 24프레임으로 변환하기 위해서는 정교한 컴퓨터 움직임 추정 및 필드 블렌딩이 일반적으로 사용되는데, 이는 최근까지는 불가능했던 일이며, 여전히 PAL 필르마이징 변환만큼 사실적인 결과를 제공하지 못한다.
많은 컴퓨터 편집 프로그램은 디인터레이스 기능을 통해 비디오에 필름 같은 느낌을 줄 수 있다. 비월 주사 프레임은 실제로 두 필드의 조합이며, 하나는 홀수 스캔 라인을 제공하고 다른 하나는 짝수 스캔 라인을 제공한다. 비월 주사는 "빗살무늬"라고 알려진 모션 블러 유형을 유발하며, 수직 세부 사항이 해상도 한계에 접근할 때 "인터라인 트위터"를 보여주는데, 이 둘은 필름에서는 발생하지 않는다. 디인터레이싱은 이러한 아티팩트를 제거하거나 줄여 필름에 더 가까운 모양을 만들 수 있다.
일부 저렴한 소비자용 편집 프로그램은 한 필드를 삭제하여 디인터레이싱을 수행한다. 그 결과는 원본 프레임의 절반에 해당하는 수직 해상도를 제공하며, 때때로 그림에 들쭉날쭉한 효과를 추가한다.

### 셔터 각도
각 프레임에서 비디오 카메라는 센서를 가능한 한 오래 노출하는 반면, 필름 카메라는 이 시간의 절반까지만 네거티브를 노출하여 나머지 시간에 네거티브를 운반할 수 있도록 한다. 그러나 많은 비디오 카메라에서 이제 셔터 타이밍을 수동으로 조절할 수 있으므로, 이는 더 이상 큰 문제는 아니다.

### 동적 범위
오래된 비디오 기술은 5스톱 노출 동적 범위만 가졌다. 최신 HD 비디오 카메라는 최대 14스톱을 가지고 있다. 따라서 노출 범위는 이전보다 문제가 덜하지만, 여전히 비디오가 감마 곡선의 숄더 부분에서 필름보다 상당히 나쁘다는 일반적인 믿음이 있다. 비디오에서는 흰색이 날아가 버리는 반면, 필름은 더 고르고 부드럽게 과다 노출되는 경향이 있다.

### 그레이딩
영상은 또한 "필름 같은 모습"을 갖도록 그레이딩될 수 있다. 미국에서는 이 과정을 종종 색상 타이밍이라고 부른다.

### 점프와 위브
표준 필름 투영기에서, 필름의 각 프레임은 게이트라고 알려진 직사각형 개구부에 고정되어 정합되거나, 찰나의 시간 동안 움직이지 않게 유지된다. 게이트 안에 있는 동안, 프레임 내의 이미지를 통해 빛이 통과하여 화면에 투영된다. 셔터가 빛을 차단하자마자, 스프로킷 또는 클로라는 장치를 사용하여 필름을 빠르게 이동시켜 다음 프레임이 셔터가 다시 열리기 전에 게이트에 정합될 수 있도록 한다. 그러나 스프로킷 (또는 클로)의 핀은 필름의 스프로킷 구멍에 완벽하게 맞지 않는다. 과도한 마찰이나 걸림 없이 핀이 스프로킷 구멍에 들어가고 나올 수 있도록 약간의 여유가 있어야 한다. 이러한 불일치는 각 프레임이 매번 게이트 내에 완벽하게 위치할 수 없음을 의미한다. 프레임이 약간 너무 높거나 낮거나 (점프), 왼쪽이나 오른쪽으로 (위브) 있을 수 있다. 이는 필름이 투사될 때 프레임별로 의도하지 않은 움직임을 유발한다. 이러한 불일치는 필름이 사용으로 인해 마모되어 스프로킷 구멍이 점점 더 커지면서 프레임 위치에 더 많은 오류가 발생할 수록 증가할 수 있다.
필름이 전자(비디오) 사본을 만들 수 있도록 스캔될 때, 스프로킷 구멍 마모로 인한 프레임 위치의 변화를 최소화하는 데 도움이 되는 다양한 방법이 사용된다. 이러한 방법이 효과적일수록 결과물의 '필름 룩'은 줄어든다. 반대로, 이러한 보정이 줄어들거나 비활성화되면 결과 전자 사본은 더 많은 점프와 위브를 나타내어 결과물에 지속적인 지터 느낌을 줄 수 있다.

## 필르마이징된 제작물
미국 제작물은 황금 시간대 드라마와 시트콤 시리즈에 실제 필름을 가장 많이 사용하며, 북미 이외 지역에서 필르마이징이 더 흔하다. 비디오 제작은 필름보다 저렴하다.
필르마이징된 TV 시리즈, 스페셜, 연속극, 시트콤, 영화는 다음과 같다.
- A.N.T. 영재 클럽 (고선명 비디오)
- 올 마이 칠드런 (2006–2009)
- 앨리스 (고선명 비디오)
- 배드 걸즈
- 브룩사이드
- 추추 소울
- 코스트
- 데리 걸즈
- 닥터 후 (2005년 이후)
- 드레이크와 조쉬 (시즌 1은 필름룩 처리 사용)
- 패밀리 어페어스
- 축구 선수들의 아내들
- 찰리야 부탁해 (고선명 비디오)
- 그랜지 힐
- 거울의 홀 (2001년 영화)
- 한나 몬타나 (시즌 4만)
- 하트비트
- 홀비 시티
- 홀리오크
- 홈 앤 어웨이 (드라마) (고선명 비디오, 2003년 이후)
- 핫 인 클리블랜드 (고선명 비디오)
- 아이칼리 (고선명 비디오)
- 마지막 여름 와인
- MTV 비디오 뮤직 어워드 (2002, 2003, 2006년 판)
- 네이버스 (드라마) (고선명 비디오, 2007년 이후)
- 나이트 앤 데이 (최근 시즌부터 고선명 비디오 사용)
- 아웃넘버드
- 레바
- 레드 드워프 리마스터드
- 레드 드워프 VII
- 살루트 유어 쇼츠
- 샘 & 캣
- 유쾌한 서니 (고선명 비디오)
- 스페이스드
- 서바이버 (가봉부터)
- 신사들의 리그
- 마이티 부시 (시리즈 1)
- 오피스 (고선명 비디오)
- 잭과 코디, 우리 학교는 호화 유람선 (시즌 1 에피소드는 필름룩 처리 사용)
- 더 영 앤 더 레스트리스 (2008년 4월 2일 에피소드에 사용)
- 트롤리드
- 트루 잭슨
- 타일러 페리의 하우스 오브 페인 (고선명 비디오)
- 언드레스드
- 빅토리어스 (고선명 비디오)
- WWE 스맥다운 (2009년 6월 12일 판. 2019년 9월 26일부터 현재까지 사용.)

많은 디지털로 촬영된 텔레비전 및 영화 제작물은 마스터링 과정에서 필르마이징되었다.

## 한계
나중에 전자적으로 필르마이징될 것을 염두에 두고 촬영된 영상은 일반적으로 필름 스타일의 조명과 프레임으로 매우 다르게 촬영된다. 그럼에도 불구하고, 일반 비디오테이프를 필름처럼 보이게 처리하려는 여러 시도가 있었지만, 대개 성공적이지 못했다. 주목할 만한 예로는 레드 드워프 리마스터드가 있는데, 이는 레드 드워프의 처음 세 시리즈를 디지털 리마스터링한 버전이다. 필르마이징되었을 뿐만 아니라, 에피소드는 와이드스크린으로 크롭되었고 모든 특수 효과가 다시 만들어졌다.
BBC 병원 드라마-연속극인 캐주얼티 또한 1990년대 중반에 잠시 필르마이징 과정을 시도했지만, 시청자들의 "이상하게 보인다"는 불평으로 인해 빠르게 중단되었다. 에머데일에서도 마찬가지로 2002년 10월 7개 에피소드에 사용되었다가 조용히 중단되었다.
판타지 시리즈인 네버웨어는 비디오 기반 제작물로, 필르마이징을 염두에 두고 촬영 및 조명되었지만 그 결과로 고통받았다. 필르마이징 결정은 나중에 번복되었고, 이는 필름 스타일 조명이 미처리 비디오 영상에서 좋지 않게 보여 부정적인 반응을 불러왔다.
필르마이징 성공 사례로는 신사들의 리그, 스페이스드, 오피스, 하트비트 등이 있으며, 이들 모두는 대부분의 사람들을 필름으로 촬영된 것으로 믿게 만들 수 있었다. 2007년 11월 25일 하트비트 에피소드가 필르마이징 없이 방영되었고, 제작진은 나중에 이것이 후반 작업 오류였다고 인정했다. 이 오류는 제작진이 비디오로 영구 전환할 것이라는 우려 속에 팬들 사이에서 불안을 야기했으며, 이는 이 제작물에서 필르마이징 기술의 성공을 나타낸다.
폭스 쇼 못말리는 패밀리는 색상과 밝기 수준을 필름 필름에 맞추기 위해 정교한 후반 작업 프로세스를 사용했다.
1970년대 BBC TV 쇼 포리지는 필름과 비디오테이프 간의 시각적 차이를 극명하게 보여준다. 이 쇼는 플레처의 감방 내부 장면에는 비디오테이프를 사용했고, 감방 외부 장면에는 필름을 사용했다. 조명 스타일과 프레임 레이트의 차이가 매우 두드러진다. 1960년대부터 1980년대까지 많은 영국 TV 시리즈는 장비 제약으로 인해 실내 장면에는 비디오테이프를, 실외 장면에는 필름을 사용했다. 이는 몬티 파이튼의 비행 서커스의 '물건 위에 다른 물건을 올려놓는 사회' 스케치 ((시즌 2, 에피소드 5))에서 패러디되었다.

## 같이 보기
- 시네마토그래피
- DOF 어댑터
- 24p
- 필름룩(영어판) - 필르마이징 기술관련 대표적 회사
- 순차 주사 방식(progressive scanning)
- 스테디캠
- 헬리캠
- 포스트프로덕션